# TFF 3. Lig
A TFF 3. Lig corresponde à divisão de acesso para a TFF 2. Lig. Foi fundada em 2001 como resultado da última grande reformulação do sistema de ligas de futebol promovida pela Federação Turca de Futebol enquanto medida que visava incluir novas equipes que haviam se profissionalizado ao longo da década de 1990 em competições de abrangência nacional, convertendo-se assim na Quarta Divisão Turca. Trata-se da última divisão profissional de clubes na Turquia.

## Direitos de nome
A partir da temporada 2007–08, a competição teve seu nome alterado pela Federação Turca de Futebol, que adotou a atual denominação TFF 2. Lig. Foi também a partir dessa temporada que se autorizou a venda dos naming rights do torneio via contrato de patrocínio.
Em 2010, foi firmado contrato de direitos de nome válido por 9 temporadas com a Spor Toto, nome informal pelo qual é conhecido o Ministério dos Esportes da Turquia, passando o campeonato a ser denominado Spor Toto TFF 3. Lig a partir da temporada 2010–11 até o fim da temporada 2019–20.
Em 2020, foi firmado o atual contrato de direitos de nome com o site de apostas esportivas misli.com, passando o campeonato a ser denominado Misli.com 3. Lig a partir da temporada 2020–21.

## Sistema de disputa
É atualmente disputada por 55 equipes, divididas em 3 grandes grupos, sendo dois deles compostos por 18 equipes e um deles composto por 19 equipes. Durante a fase de grupos, as equipes disputam entre 34 e 36 partidas divididas entre turno e returno. 
A equipe vencedora de cada grupo classifica-se diretamente para a TFF 2. Lig, enquanto que as equipes que terminaram a competição entre o 3º e o 6º lugares de cada grupo disputam um único playoff de acesso com partidas de ida e volta de caráter eliminatório e classificatório. As 3 melhores equipes que restarem após as 2 rodadas do playoff (semifinais e finais) garantem o acesso à Terceira Divisão Turca para a temporada seguinte.
Por sua vez, ao final da temporada regular, as 4 equipes com as piores campanhas de cada grupo serão rebaixadas para as Ligas Regionais Amadoras.

## Critérios de desempate
Em caso de empate entre duas ou mais equipes na classificação geral, estes são os critérios de desempate considerados na ordem:
1. Pontos marcados;
2. Pontos marcados no(s) confronto(s) direto(s);
3. Saldo de gols no(s) confronto(s) direto(s);
4. Gols marcados no(s) confronto(s) direto(s);
5. Saldo de gols;
6. Gols marcados;
7. Sorteio.

## Tabela de acessos

### Sistema de grupos regionais
| Temporada | Posição      | Grupo 1      | Grupo 2      | Grupo 3     | Grupo 4     | Grupo 5        |
| 2001–02   | Campeão      | Çubukspor    | Şanlıurfa    | Kömürspor   | Muğlaspor   | Karagümrük     |
| 2001–02   | Vice-campeão | Orduspor     | Adıyamanspor | Tarsus İ.Y. | Merinosspor | Eyüpspor       |
| 2002–03   | Campeão      | Osmaniyespor | Kırşehirspor | Aksarayspor | Yalovaspor  | Çorluspor 1947 |

### Sistema misto
| Temporada | Posição      | Grupo 1        | Grupo 2    | Grupo 3       | Grupo 4       | Vencedores dos playoffs |
| 2003–04   | Campeão      | Karamanspor    | Hacettepe  | Pendikspor    | Alanyaspor    | Ünyespor Oyak Renault   |
| 2004–05   | Campeão      | İskenderunspor | Pazarspor  | Kasımpaşa     | Turgutluspor  | Giresunspor Boluspor    |
| 2005–06   | Campeão      | Erzincanspor   | Turanspor  | Keçiörengücü  | Gebzespor     | Zeytinburnuspor         |
| 2005–06   | Vice-campeão | GASKİ          | Arsinspor  | Fethiyespor   | Tokatspor     | Zeytinburnuspor         |
| 2006–07   | Campeão      | Amedspor       | Araklıspor | Bozüyükspor   | Gaziosmanpaşa | 1461 Trabzon            |
| 2006–07   | Vice-campeão | Adanaspor      | Bugsaşspor | Afyonspor     | Tepecikspor   | 1461 Trabzon            |
| 2007–08   | Campeão      | Vanspor        | Tokatspor  | Sarayköy 1926 | Beykoz 1908   | Selçukspor              |
| 2007–08   | Vice-campeão | Malatyaspor    | Ofspor     | Akhisarspor   | Beylerbeyi    | Selçukspor              |

| Temporada | Grupo de Acesso                                  | Vencedor dos playoffs |
| 2008–09   | Göztepe Tepecikspor Linyitspor Kahramanmaraşspor | Yalovaspor Çubukspor  |
| 2009–10   | Bandırmaspor Balıkesirspor                       | Yeni Malatyaspor      |

| Temporada | Grupo 1        | Grupo 2        | Grupo 3            | Grupo 4                     | Vencedores dos playoffs                          |
| 2010–11   | Tepecikspor    | Kırklarelispor | Gaziosmanpaşa      | Inexistente por regulamento | Ünyespor Altınordu Sarayköy 1926                 |
| 2011–12   | İnegölspor     | Nazilli        | Hatayspor          | Inexistente por regulamento | Bayrampaşa Kahramanmaraşspor Tarsus İ.Y.         |
| 2012–13   | Diyarbakır     | Aydınspor 1923 | Altınordu          | Inexistente por regulamento | Pazarspor Dardanelspor Gümüşhanespor             |
| 2013–14   | Ümraniyespor   | Düzyurtspor    | Keçiörengücü       | Inexistente por regulamento | Karagümrük Hacettepe Menemenspor                 |
| 2014–15   | Tuzlaspor      | Eyüpspor       | Anadolu Üsküdar    | Inexistente por regulamento | İstanbulspor Sivas Belediyespor Ankara Demirspor |
| 2015–16   | Erzurumspor    | Etimesgut      | Kastamonuspor 1966 | Inexistente por regulamento | Kömürspor Ofspor Niğde Anadolu                   |
| 2016–17   | Alkan          | Dilek          | Kubilay            | Inexistente por regulamento | Çorum Kemerspor 2003 Tarsus İ.Y.                 |
| 2017–18   | Manisa         | Gençlerbirliği | Uşakspor           | Inexistente por regulamento | Bayrampaşa Ankara Demirspor Bucaspor             |
| 2018–19   | Düzyurtspor    | Kırşehir       | İdarespor          | Inexistente por regulamento | Ergene Velimeşe Vanspor Çorum                    |
| 2019–20   | Serik          | Kocaelispor    | Karacabey          | Inexistente por regulamento | 24 Erzincanspor Turgutluspor Pazarspor           |
| 2020–21   | Diyarbekirspor | Nazilli        | Somaspor           | Adıyaman 1954               | Bucaspor 1928 Isparta 32                         |
| 2021–22   | Petrolspor     | Düzcespor      | Erokspor           | Inexistente por regulamento | ArnavutköyİskenderunFethiyespor                  |

## Tabela de descensos

### Sistema de grupos regionais
| Temporada | Grupo 1                                      | Grupo 2                                               | Grupo 3                               | Grupo 4                                | Grupo 5                                          |
| 2001–02   | Ereğlispor Bayburtspor Askispor Petrol Ofisi | Karaağaçspor Telekomspor Cilospor Elazığ Belediyespor | Seyhan Kilimli Keskinspor Silifkespor | Körfez Torbalı Salihlispor Ayvalıkgücü | Lüleburgazspor Ayazağaspor Tepecikspor Makelspor |
| 2002–03   | Karşıyakaspor Vanspor Ağrıspor               | Telekomspor Çaykurspor Çarşambaspor                   | Düzcespor Elektrikspor Mobellaspor    | Turgutluspor Bergama Kağıtspor         | İzmitspor Edirnespor Kırklarelispor              |

### Sistema misto
| Temporada | Grupo 1                                         | Grupo 2                                                   | Grupo 3                                              | Grupo 4                                            | Grupo 5                               |
| 2003–04   | Cudi̇spor Yozgatspor Hakkarispor                 | Hopaspor Merzifonspor Bakırspor                           | Sapancaspor Tekirdağspor Şekerspor                   | Orhangazispor Afyonspor Kestel                     | Inexistente por regulamento           |
| 2004–05   | Muşspor Niğdespor                               | Sinopspor Amasyaspor                                      | Yeniköy Bandırmaspor                                 | Akşehirspor Aliağa Petkim                          | Inexistente por regulamento           |
| 2005–06   | Özgüzelderespor Nevşehirspor                    | Kızılcahamam Çubukspor                                    | Şekerspor Aroma                                      | Eskispor Mecidiyeköy                               | Inexistente por regulamento           |
| 2006–07   | Osmaniyespor Karamanspor                        | Iğdırspor                                                 | Aliağa Sidespor                                      | Çorluspor Bakırköyspor                             | Inexistente por regulamento           |
| 2007–08   | Antakyaspor Nusaybin Cizrespor Mezitlispor      | Bağlum Gazi Hopaspor                                      | Kütahyaspor Muğlaspor Ereğlispor Burdurspor          | Merinosspor Zonguldakspor Küçükçekmece Bilecikspor | Inexistente por regulamento           |
| 2008–09   | Orhangazi Karagümrük                            | Aydınspor 1923 Mustafakemalpaşa                           | Aksarayspor Uşakspor                                 | Erzincanspor Divriğispor                           | Ceyhanspor Vuralspor Kilis Şırnakspor |
| 2009–10   | Alibeyköy Çerkezköy Küçükköyspor                | İzmirspor Muğlaspor Marmaris                              | Kartal Düzcespor Maltepespor                         | Sürmenespor Bafra Bulancakspor                     | Şanlıurfa                             |
| 2010–11   | Kırşehirspor 72 Batmanspor Malatyaspor          | Beykoz 1908 Ispartaspor Erzurumspor                       | Yalovaspor Torbalıspor Zeytinburnuspor               | Inexistente por regulamento                        | Inexistente por regulamento           |
| 2011–12   | Kırıkkalespor Lüleburgazspor Keçiören Sebatspor | Karsspor Küçükçekmece Kepez Belediyesi Erganispor         | Kayapınar Afyonkarahisarspor Araklıspor Çarşambaspor | Inexistente por regulamento                        | Inexistente por regulamento           |
| 2012–13   | Kastamonuspor Beşikdüzüspor Çorum               | Kilimli Karaağaçspor Gebzespor                            | Emrespor Diyarbakırspor Mardinspor                   | Inexistente por regulamento                        | Inexistente por regulamento           |
| 2013–14   | Adıyamanspor Siirtspor Bingölspor               | Çıksalınspor Ünyespor Elazığ Belediyespor                 | Yozgatspor Kocaelispor 1930 Bafraspor                | Inexistente por regulamento                        | Inexistente por regulamento           |
| 2014–15   | Turanspor Haçka Bozüyükspor                     | Halide Yeni Aksarayspor Çankırıspor                       | Yaşamspor Şekerspor Güngörenspor                     | Inexistente por regulamento                        | Inexistente por regulamento           |
| 2015–16   | Arsinspor Çubukspor Turgutluspor                | 1920 Maraşspor Zara Ayvalıkgücü Gaziosmanpaşa             | İskenderunspor Linyitspor Madranspor Sandıklıspor    | Inexistente por regulamento                        | Inexistente por regulamento           |
| 2016–17   | Kartal Beylerbeyi Kütahyaspor Evrensekispor     | Dersimspor Derincespor Kırıkkalespor                      | Maltepespor Sarayköy 1926 Orduspor                   | Inexistente por regulamento                        | Inexistente por regulamento           |
| 2017–18   | 12 Bingölspor Dardanelspor Orhangazi            | Erciyesspor Kırıkhanspor Yeşil Bursa                      | Arsinspor Aydınspor 1923 Tekirdağspor                | Inexistente por regulamento                        | Inexistente por regulamento           |
| 2018–19   | Gebzespor Körfez                                | Adıyaman 1954 Alibeyköy Bergama                           | 1461 Trabzon Üsküdar Bucaspor                        | Inexistente por regulamento                        | Inexistente por regulamento           |
| 2019–20   | Sem rebaixados devido à pandemia da COVID-19    | Sem rebaixados devido à pandemia da COVID-19              | Sem rebaixados devido à pandemia da COVID-19         | Inexistente por regulamento                        | Inexistente por regulamento           |
| 2020–21   | 1877 Alemdağ Kemerspor Payasspor Manisaspor     | Çengelköy Tekirdağspor Tokatspor Yozgatspor 1959          | Cizrespor Gölcükspor Arhavispor Yalovaspor           | Kozanspor Sultanbeyli Silivrispor Muğlaspor        | Inexistente por regulamento           |
| 2021–22   | Kahta 02 Hendekspor Mamak Sancaktepe            | Kızılcabölükspor Malatya Yeşilyurt Çarşambaspor Hacettepe | Mardin 1969 Modafen Karabükspor Ceyhanspor           | Inexistente por regulamento                        | Inexistente por regulamento           |